# Брайченко Олена Юріївна
Олена Юріївна Брачйенко (нар. 16 червня 1983, м. Київ, Київська область, Україна) — дослідниця гастрономічної культури України, кандидатка історичних наук, популяризаторка української кухні, засновниця науково-популярного медіа про гастрономічну культуру України «Їжакультура» (ЇZHAKULTURA) та головна редакторка видавництва «Їжак» (ЇZHAK),  радіоведуча програми «У своїй тарілці». Авторка книг та публікацій присвячених українській кухні, культурі, гастрономічній спадщині та антропології їжі. Дослідниця історії гастрономічної культури, кандидатка історичних наук. Членкиня ГО «Центр прикладної антропології».
Авторка книжки «Українське застілля» (Віват, 2016), співавторка видання присвяченого кулінарній дипломатії «Україна. Їжа та історія» (їzhak, Український інститут, 2021), авторка наукових та науково-популярних статей присвячених історії української кухні, гастрономічній культурі, антропології їжі.

## Біографія

### Освіта
У 2000—2005 роках здобула історичну освіту Київського національного університету імені Тараса Шевченка.

### Наукова кар'єра
- З 2002 по 2005 роки викладала історію в Ліцеї політики, економіки, права та іноземних мов (ЛПЕПІМ м. Київ).
- У 2006—2009 роках навчалась в аспірантурі Київського національного університету імені Тараса Шевченка та здобула науковий ступінь кандидата історичних наук зі спеціальності  – українознавство. Тема дисертаційного дослідження: «Зміни в етнокультурі населення передмістя Києва у другій половині ХХ — на початку ХХІ ст.»[9].
- У 2008—2011 роках викладала історію в Міжнародному Соломоновому  університеті на факультеті соціальних та гуманітарних наук.
- У 2012—2019 роках провідний науковий співробітник відділу культурологічних досліджень Науково-дослідного інституту українознавства Міністерства освіти і науки України.
- 2019 р. — співорганізатор науково-практичної конференції «Їжа в історії»[10] спільно з історичним факультетом КНУ ім. Т. Г. Шевченка.

### Просвітницька та проектна робота
- У 2005  – 2006 роках координатор подорожуючої виставки «Кольори і мелодії українського свята»
- У 2015 році  автор та куратор історичної програми на Книжковому Арсеналі[11].
- В 2016 році автор та співкуратор спецпрограми «Къырым»[12].
- 2019 р. — авторка та кураторка спецпрограми на Книжковому Арсеналі «У своїй тарілці off-air»[13].
- 2021 р — керівниця та співавторка спільного проєкту з Українським інститутом, видання з кулінарної дипломатії «Україна. Їжа та історія»[14].

#### Проект «Їжакультура»
З 2016 року авторка проекту керівник і візіонерка науково-популярного проєкту про гастрономічну культуру України та головна редакторка видавництва гастрономічної літератури їzhak.

### Видавнича та експертна діяльність
У 2009—2014 роках виконавчий директор Видавництва «РОДОВІД».
У 2015 році менеджер з логістики проекту піар туру презентації російськомовного видання Тімоті Снайдера «Кровавые земли: Европа межу Гитлером и Сталиным» у Києві, Дніпрі та Харкові.
З 2018 року ведуча та автор передачі «У своїй тарілці» на державному радіо «UA: Культура».  
З 2018 року головна редакторка видавництва гастрономічної літератури їzhak, в якому вийшло 5 книг: «Кримськотатарська кухня» Олена Соболєва, «Україна. Їжа та Історія» Олена Брайченко, Марина Гримич, Ігор Лильо, Віталій Резніченко, «Від бобра до фазана: їжа західноєвропейського Середньовіччя» Стефанія Демчук, «„Висока“ кухня, або в горах їстимуть добре» Роман Тодер, «Смачна Кропивниччина».
У 2019—2021 роках експертка Українського культурного фонду.
Дописувачка для ВВС Україна. Постійний експерт телевізійного проєкту Сніданку 1+1.

## Праці
- Гнат Танцюра — дослідник та збирач народного фольклору (Київ: Поле: збірник наукових праць з історії, теорії та практики польових досліджень, 2014).
- Культурний ландшафт: історія наукового пошуку (Київ: Антропологія простору: збірник наукових праць, 2015).
- «Українське застілля» (Харків: Віват, 2016)[17],
- Кухарські книги початку ХХ ст. як джерело дослідження гастрономічної культури українців (Київ: Українознавство, 2018)[18].
- COOKERY BOOKS OF THE EARLY 20TH CENTURY AS A SOURCE FOR STUDYING UKRAINIAN GASTRONOMIC TRADITIONS (Ukrainian Studies, 2018)
- Трансформації гастрономічної культури українців у США у другій половині ХХ–на початку ХХІ століття та її роль у збереженні етнічної ідентичності (Київ: Українознавство, 2019).
- «Україна. Їжа та історія»[19] (Київ: їzhak, 2021).

### Інтерв'ю
- Олена Брайченко: "Їжа та українці: пишні застілля, травма Голодомору, борщ-війна (Локальна історія, 2020)
- Олена Брайченко: «Чим відрізняється Колодій та Масляна і що готувати на свято» (Сніданок з 1+1, 2021)
- Олена Брайченко: «Історик Олена Брайченко розказала, чому борщ наш і як захистити українську страву» (Сніданок з 1+1, 2019)
- Олена Брайченко: «Як пережитий Голодомор вплинув на харчові звички українців» (Сніданок з 1+1, 2024)
- Олена Брайченко: «Чи варто декомунізувати їжу?» (Radio NV, 2021)
- Олена Брайченко: «Шлях до себе» (Espreso.TV, 2021)
- Олена Брайченко: "Розмови про їжу крутяться навколо рецептів, 12 страв на Різдво та дилеми «паска чи куліч» (Lb.ua, 2020)